# Campo Real (kommun)
Campo Real är en kommun i Spanien. Den ligger i den autonoma regionen Madrid, i den centrala delen av landet, 29 km öster om huvudstaden Madrid. Antalet invånare är 6 802 (2024).